# Oberamt Balingen

Oberamt Balingen als Gebiet mit der Nummer 3 auf einer Karte der württembergischen Oberämter (Stand: 1926)

Das Oberamt Balingen war ein württembergischer Verwaltungsbezirk, der 1934 in Kreis Balingen umbenannt und 1938 um Teile der Kreise Sulz, Rottweil und Spaichingen zum Landkreis Balingen vergrößert wurde. Allgemeine Bemerkungen zu den württembergischen Oberämtern siehe Oberamt (Württemberg), zur (ehemaligen) württembergischen Verwaltungsgliederung allgemein siehe Verwaltungsgliederung Württembergs.

## Geschichte
Bereits seit 1403 war die Stadt Balingen Hauptort einer württembergischen Vogtei. Das hieraus entstandene altwürttembergische Amt, seit 1758 Oberamt, wurde ab 1806 durch die Eingliederung ehemals vorderösterreichischer bzw. ritterschaftlicher Gebiete sowie der Stadt Ebingen (mit Bitz) erheblich vergrößert. Jedoch wurden 1810 einige der neu hinzugekommenen Orte dem Oberamt Spaichingen zugeteilt oder per Staatsvertrag an Baden abgetreten.
Nachbarn waren nach der Neuordnung: im Norden und Osten die hohenzollerischen Oberämter Hechingen, Gammertingen, Sigmaringen und Straßberg, im Süden das badische Bezirksamt Meßkirch und das Oberamt Spaichingen, im Westen die Oberämter Rottweil und Sulz sowie das hohenzollerische Oberamt Haigerloch.
Das von 1818 bis 1924 dem Schwarzwaldkreis zugeordnete Oberamt blieb von 1810 bis 1938 in seinen Grenzen unverändert.

### Ehemalige Herrschaften

Oberamt Balingen, Gebietsstand 1813, mit den früheren Herrschafts- und Ämtergrenzen

1813, nach Abschluss der Gebietsreform, setzte sich der Bezirk aus Bestandteilen zusammen, die im Jahr 1800 zu folgenden Herrschaften gehört hatten:
- Herzogtum Württemberg
Die meisten altwürttembergischen Orte zählten zum weltlichen Amt Balingen. Ebingen bildete mit Bitz ein eigenes Amt, die Domäne Bronnhaupten gehörte zum Rentkammergut.
- Vorderösterreich
Die unter der Landeshoheit der Grafschaft Hohenberg stehenden Herrschaften Kallenberg (mit Erlaheim) und Werenwag (mit Unterdigisheim) waren an die Freiherren von Ulm-Erbach verliehen.
- Reichsritterschaft
Beim Ritterkanton Neckar-Schwarzwald der schwäbischen Ritterschaft waren die Herrschaften Geislingen und Lautlingen der Freiherren Schenk von Stauffenberg immatrikuliert.
- Kloster Margrethausen
Das inmitten der Herrschaft Lautlingen gelegene, seit dem 15. Jahrhundert durch einen Schirmvertrag mit der Stadt Ebingen verbundene Franziskanerinnenkloster wurde 1802 von Württemberg in Besitz genommen. Es verfügte über bescheidenen Grundbesitz (unter anderem die beiden Höfe Ober- und Unterwannental), an den aber keine Hoheitsrechte geknüpft waren.

## Gemeinden

### Liste
Folgende 31 Gemeinden waren dem Oberamt 1875 unterstellt:
| Nr. | frühere Gemeinde    | Einwohnerzahl 1875 | heutige Gemeinde |
| --- | ------------------- | ------------------ | ---------------- |
| 1   | Balingen            | 3.413              | Balingen         |
| 2   | Bitz                | 1.058              | Bitz             |
| 3   | Burgfelden          | 221                | Albstadt         |
| 4   | Dürrwangen          | 642                | Balingen         |
| 5   | Ebingen             | 5.605              | Albstadt         |
| 6   | Endingen            | 646                | Balingen         |
| 7   | Engstlatt           | 879                | Balingen         |
| 8   | Erlaheim            | 641                | Geislingen       |
| 9   | Erzingen            | 561                | Balingen         |
| 10  | Frommern            | 808                | Balingen         |
| 11  | Geislingen          | 1.659              | Geislingen       |
| 12  | Heselwangen         | 588                | Balingen         |
| 13  | Hossingen           | 412                | Meßstetten       |
| 14  | Laufen an der Eyach | 838                | Albstadt         |
| 15  | Lautlingen          | 904                | Albstadt         |
| 16  | Margrethausen       | 328                | Albstadt         |
| 17  | Meßstetten          | 1.374              | Meßstetten       |
| 18  | Ober-Digisheim 1    | 920                | Meßstetten       |
| 19  | Onstmettingen       | 2.119              | Albstadt         |
| 20  | Ostdorf             | 902                | Balingen         |
| 21  | Pfeffingen          | 963                | Albstadt         |
| 22  | Stockenhausen       | 190                | Balingen         |
| 23  | Streichen           | 330                | Balingen         |
| 24  | Thailfingen 1       | 2.316              | Albstadt         |
| 25  | Thieringen 1        | 893                | Meßstetten       |
| 26  | Truchtelfingen      | 927                | Albstadt         |
| 27  | Unter-Digisheim 1   | 434                | Meßstetten       |
| 28  | Waldstetten         | 327                | Balingen         |
| 29  | Weilheim            | 642                | Balingen         |
| 30  | Winterlingen        | 2.224              | Winterlingen     |
| 31  | Zillhausen          | 602                | Balingen         |
|     | gesamt              | 34.456             |                  |

### Änderungen im Gemeindebestand seit 1813

Gemeinden und Markungen um 1860

- 1833 wurde Waldstetten von Weilheim getrennt und zur selbständigen Gemeinde erhoben.
- 1930 erhielt Tailfingen das Stadtrecht.
- 1934 wurden Heselwangen nach Balingen und Truchtelfingen nach Tailfingen eingemeindet.
- 1936 wurden Weilheim und Waldstetten zur Gemeinde Weilstetten vereinigt.
- 1937 wurde Dürrwangen nach Frommern eingemeindet.

## Amtsvorsteher
Die Oberamtmänner des Oberamts Balingen 1794–1933:
- 1794–1807: Johann Jakob Gunzenhauser
- 1807–1811: Friedrich August Sattler
- 1811–1819: Karl August Golther
- 1819–1823: Johann Friedrich Geiger
- 1823–1829: Johann Christoph Friedrich von Seeger
- 1829–1832: Georg Bernhard von Bilfinger (Amtsverweser)
- 1832–1834: Carl Christian Heinrich Hettler
- 1834–1838: Friedrich Ludwig Hörner
- 1838–1847: Karl Heinrich Drescher
- 1847–1852: Carl Friedrich Leemann
- 1852–1865: Johannes von Dettinger
- 1866–1884: Johann Wilhelm Ehmann
- 1885–1887: Georg von Maginot
- 1887–1894: Joseph Stamer
- 1894–1909: Josef Filser
- 1910–1913: Gustav Knapp
- 1913–1918: Eugen Fender
- 1918–1919: Gustav Himmel (als Amtsverweser)
- 1919–1926: Julius Lemppenau
- 1926–1929: Walter Stahlecker
- 1929–1931: Robert Barth
- 1931–1933: Eduard Roller